# Giornata internazionale degli scacchi
La Giornata internazionale degli scacchi ricorre annualmente il 20 luglio, il giorno in cui, nel 1924, fu fondata la FIDE, l'organizzazione che si occupa della coordinazione delle diverse Federazioni nazionali di scacchi.
L'idea, proposta dall'UNESCO, si concretizzò quando la FIDE la istituì nel 1966. La Federazione Internazionale, che conta al 2018 189 Federazioni nazionali associate, organizza per la giornata eventi e competizioni in tutto il mondo. Anche associazioni private allesticono celebrazioni e tornei per l'occasione.
Al 2013 la giornata era, secondo quando dichiarato dall'allora Presidente FIDE Kirsan Ilyumzhinov celebrata in 178 nazioni.
Viene celebrata da molti dei circa 650 milioni di scacchisti nel mondo: un sondaggio YouGov del 2012 ha mostrato che, considerando nazioni diverse per storia e cultura quali Stati Uniti, Gran Bretagna, Germania, Russia e India, circa il 70% della popolazione adulta ha giocato a scacchi in un qualche momento della propria vita.